# Schafik Handal
Schafik Jorge Handal (Usulután, El Salvador, 13 o 14 d'octubre de 1930 - San Salvador, 24 de gener de 2006), fou un polític salvadorenc i membre del Front Farabundo Martí per a l'Alliberament Nacional (FMLN).
Handal, fill d'immigrants palestins, va ser secretari general del Partit Comunista d'El Salvador entre 1959 i 1994, una de les cinc forces opositores que van formar el Front Farabundo Martí per a l'Alliberament Nacional (FMLN). Després de la signatura dels Acords de Pau de Chapultepec el 1992, el FMLN va esdevenir partit polític legalitzat i Handal va ser el seu coordinador general.
Va ser candidat en les eleccions presidencials d'El Salvador el 2004, on va ser derrotat per Tony Saca, del partit governant ARENA.
Handal morí d'un atac de cor en tornar al Salvador després de la presa de possessió del president Evo Morales, a Bolívia.